# 李海生
李海生（英語：Lee Hoi Sang，1941年4月15日—2024年9月9日），香港男演員、武術指導及武術教練，曾為無綫電視基本藝人合約藝人，是詠春拳高手，師承葉問入門弟子招允；1970年代以邵氏動作演員身份出道，曾任電影武術指導，80年代加入无线电视后，主要饰演电视剧中的老年配角。

## 生平

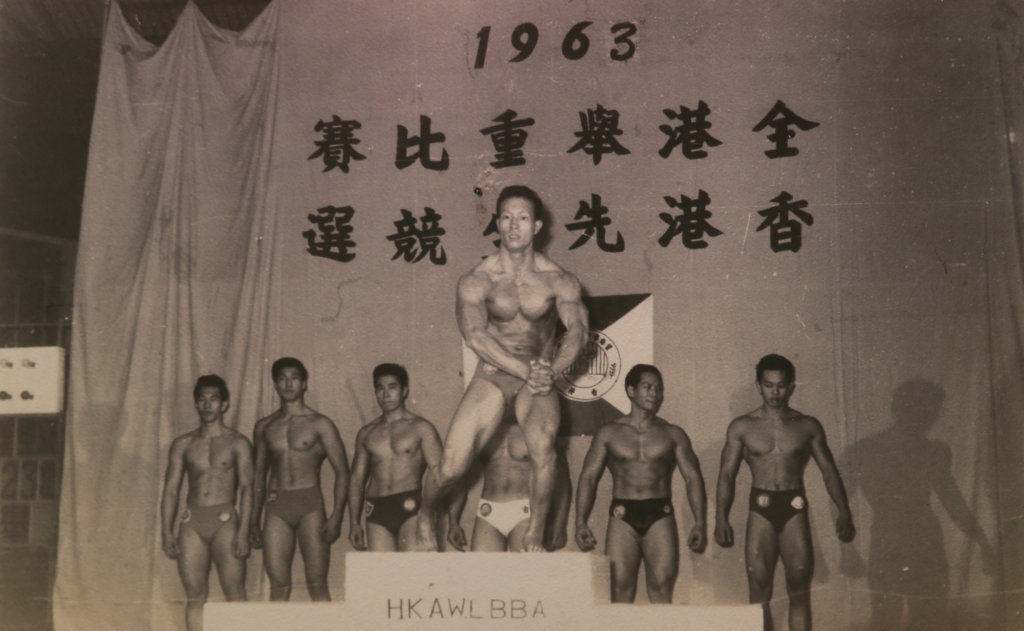
1963年參加「全港舉重比賽」健身項目競賽兼「香港先生競選」

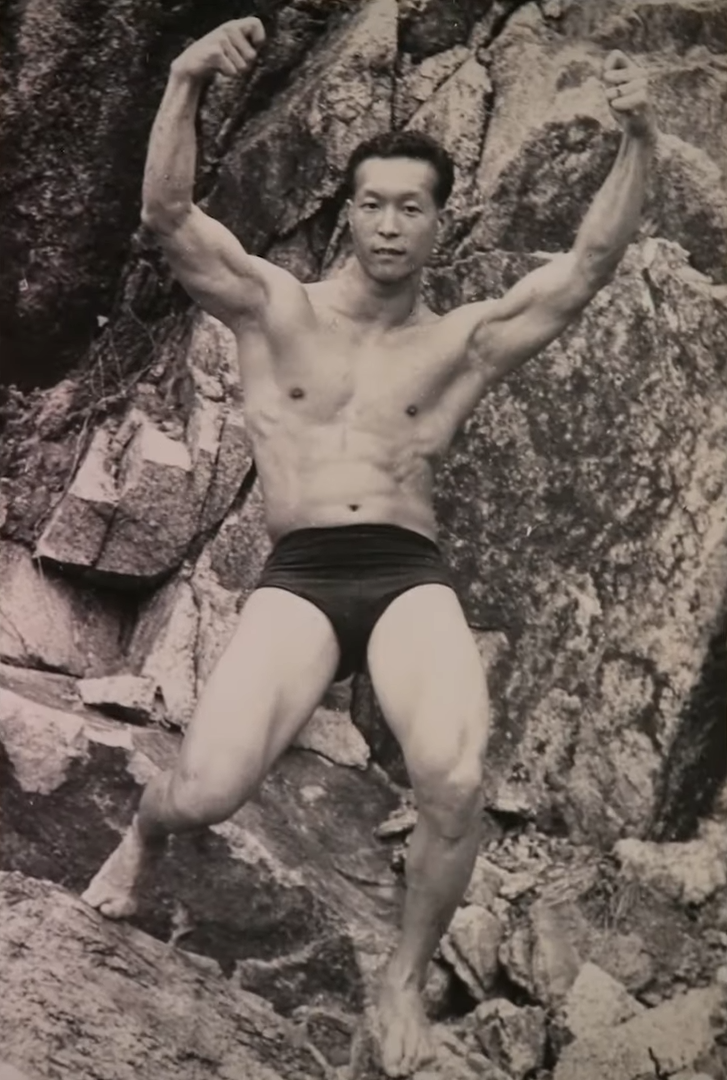
1960年代在紅磡灣泳棚練水

李海生童年時家境貧窮，天生性格好動，尤其喜歡運動，常跟小孩玩爬水渠；長大後曾參加海天泳會，擅長游蛙式，並在紅磡灣泳棚（即現大環山泳池）練水，另又接觸柔道和到鐵館健身。1963年，他曾以宇宙健身院會員身份參加「全港舉重比賽」健身項目競賽兼「香港先生競選」，於同級組及總選分別奪得冠軍、季軍，獲邀登上麗的電視表演。不久，他經友人介紹下師承招允，在其僑港招允詠春國術會裡學習一脈正宗的詠春，是葉問徒孫。他1960年代正於荃灣金錢牌熱水瓶廠任職玻璃瓶製作工人，1975年當招允過身後便在九龍城開設武館授徒，多年來一直教授詠春。
1970至1980年代期間，香港電影業正值發展蓬勃的年代，他於1974年獲詠春同門師弟狄龍一手引薦加入影圈，除了參演其首套執導作品《電單車》，也參與姜大衞執導的《吸毒者》，但最初只以業餘性質拍攝；初期擔任電影動作演員和武術指導（非正式龍虎武師），更經常游走於邵氏、嘉禾兩大電影公司之間，跟吳思遠、劉家良、唐佳、洪金寶及成龍合作比較多，不少功夫片都能看到他的身影，尤其是在國際導演吳宇森為嘉禾拍攝的喜劇和武俠片中，更是指定演反派角色的演員；初時由於不善詞令，外表予人冷漠兇惡的感覺，不過後來年紀漸大又信佛，形象變得慈祥而要改戲路。在幕出演出以外，他為幫補收入，曾於1970年代至1980年代任職輔警，駐守觀塘警區。
1980年，李海生拍竣電影《名劍》後曾獲港視和麗的邀約合作，可是以拍攝長劇困身、不適合自己為由婉拒；翌年再獲成龍邀請加入成家班固定班底，但因片電影片約眾多而拒絕；1984年憑着真功夫加入無綫電視，經常在電視劇中飾演武打或都市小人物角色，尤擅演得道高僧。其硬橋硬馬、身手敏捷的演出令觀眾印象深刻，於是有無綫電視「打手王」的稱呼，2016年曾於《Sunday好戲王》中獲得嘉許；此外他除了熱愛健身，習慣在佐敦勁力健美中心鍛鍊，更於1997、1999及2005年擔任過香港演藝人協會三屆理事或特邀理事；2018年2月，他在香港動作特技演員公會頒獎禮上獲頒「傑出貢獻大獎」以表揚對香港功夫電影貢獻良多，2023年約滿而選擇離開無綫電視。
2024年9月9日因免疫系統出現問題導致皮膚長出天皰瘡，造成細菌感染而病逝，享年83歲。同年9月29日，假大圍寶福紀念館以佛教儀式設靈，翌日辭靈，靈柩奉移大圍富山火葬場火化。

## 演出作品

#### 電視劇（無綫電視）
1985年
- 雪山飛狐 飾 湯沛
- 六指琴魔 飾 黑神君
- 觀世音

1986年
- 寶蓮燈 飾
- 黃大仙 飾 柳敖
- 英雄故事 飾

1987年
- 鄭成功 飾
- 書劍恩仇錄 飾 司馬不羣
- 天狼劫 飾 朱雀

1988年
- 少林與詠春
- 太平天國 飾 錢飛鷹
- 奇門鬼谷 飾 神谷子

1989年
- 連城訣 飾 寶象
- 他來自江湖 飾 蝦叔（第27-28集）
- 邊城浪子

1990年
- 午夜太陽 飾 張鐵彪
- 笑傲在明天 飾 彪叔
- 玉面飛狐

1991年
- 人在邊緣 飾 皮耶蓬
- 今生無悔 飾 大喪
- 蜀山奇俠之仙侶奇緣 飾 毒手摩什
- 命運迷宮 飾 向東
- 卡拉屋企 飾 賊（第101集）
- 天龍奇俠 飾 銀槍法王

1992年
- 火玫瑰 飾 彪叔
- 水滸英雄傳 飾 索超

1993年
- 如來神掌再戰江湖 飾 降龍
- 武尊少林 飾 叛徒
- 壹號皇庭II 飾 贊叔

1994年
- 射雕英雄傳 飾 彭長老
- 獨臂刀客 飾 至性大師
- 金毛獅王 飾 彭瑩玉

1995年
- 神雕俠侶 飾 枯木大師
- 大捕快 飾 石龍
- O記實錄 飾 麥七
- 小李飛刀 飾 心湖大師

1996年
- 笑傲江湖 飾 鍾鎮
- 900重案追兇 飾 鄧成
- 廉政行動組 飾 梁永財

1997年
- 大刺客之荊軻 飾 樊於期
- 狀王宋世傑 飾 洪九
- 天龍八部 飾 玄痛大師

1998年
- 西遊記貳 飾 張果老
- 洗冤錄 飾 葉國安
- 茶是故鄉濃 飾 隆科巴之父

1999年
- 金玉滿堂 飾 張虎
- 創世紀 飾 大聲公

2000年
- 大囍之家 飾 羅家後人
- 金裝四大才子 飾 王綸
- 碧血劍 飾 青竹幫老幫主

2001年
- 倚天屠龍記 飾 唐文亮
- 尋秦記 飾 蒙傲
- 酒是故鄉醇 飾 郭老闆

2001至2003年
- 皆大歡喜 (古裝) 飾 老伯（第2集）／鄉紳（第43-44集）／假賽鳳凰（第73-74集）鵬哥／工匠頭（第226集）／麵檔老闆（第260集）／官員（第272集）／老闆（第314集）／獵戶（第325集）

2002年
- 談判專家 飾 劍叔
- 烈火雄心II 飾 管工（第22集）
- 騎呢大狀 飾 洪宣

2003年
- 衛斯理 飾 劉阿根
- 美麗在望 飾 老人
- 金牌冰人 飾 馬老闆
- 非常外父 飾 東叔
- 西關大少 飾 跌打師傅（第7集）／關老闆（第29集）

2003至2005年
- 皆大歡喜 (時裝) 飾 張三丰（第4集）／阿伯（第11集）／蕭伯（第64集）／老千（第176-177集）／陳伯（第205集）／Peter仔（第247集）／公公（第260-261集）／超叔（第321集）／跌打師父（第352集）／夥計（第388集）／老闆（第417集）／梁師父（第430集）／崆峒掌門（第435集）

2004年
- 無名天使3D 飾 賓客
- 水滸無間道 飾 坤叔
- 金枝欲孽 飾 喇嘛
- 翡翠戀曲 飾 羅叔
- 血荐軒轅 飾 卓雲
- 青出於藍 飾 佳叔
- 怪俠一枝梅 飾 令狐
- 棟篤神探 飾 張大才

2005年
- 心理心裡有個謎 飾 光父
- 佛山贊師父 飾 梁佳
- 本草藥王 飾 大夫
- 識法代言人
- 我的野蠻奶奶 飾 官紳（第3集）／官員（第14-15集）
- 甜孫爺爺 飾 金魚鋪老闆

2006年
- 施公奇案 飾 慧嚴大師
- 鳳凰四重奏 飾 阿伯（第27-28集）
- 鐵血保鏢 飾 老家主
- 高朋满座 飾 老鬼
- 火舞黃沙 飾 閻國棟
- 匯通天下 飾 羅添壽
- 愛情全保 飾 根叔
- 法證先鋒 飾 張泰
- 潮爆大狀 飾 黎淑芬姨丈

2007年
- 鄭板橋 飾 新郎父親
- 蕭十一郎 飾 海靈子
- 強劍 飾 賣魚炳
- 歲月風雲 飾 廠家
- 迎妻接福 飾 押店員工
- 天機算 飾 貴叔
- 學警出更 飾 包租公
- 通天幹探 飾 黃傑全
- 鐵咀銀牙 飾 蒙鄂羅·霸天
- 同事三分親 飾 徐添福
- 奸人堅 飾 和尚

2008年
- 古靈精探 飾 張三豐
- 与敵同行 飾 羅父
- 尖子攻略 飾 判頭
- 金石良緣 飾 潘叔
- 少年四大名捕 飾 洪飛虎
- Click入黃金屋 飾 譚伯
- 疑情別戀 飾 董仁和朋友
- 搜神傳 飾 牛叔
- 畢打自己人 飾 飛龍哥（第26集）／龍大莽（第57集）／火雲居士（第186集）

2009年
- 學警狙擊 飾 張生
- 碧血鹽梟 飾 王財
- 王老虎搶親 飾 征鷹大師
- ID精英 飾 大副
- 古靈精探B 飾 劉旦
- 蔡鍔與小鳳仙 飾 街坊
- 美麗高解像 飾 翟麃

2010年
- 老友狗狗 飾 何經理
- 鐵馬尋橋 飾 周會長
- 秋香怒點唐伯虎 飾 村長
- 飛女正傳 飾 船長
- 掌上明珠 飾 堂官
- 女王辦公室 飾 Peter
- 蒲松齡 飾 喬大叔
- 天天天晴 飾 工場師傅
- 公主嫁到 飾 無塵方丈
- 巾幗梟雄之義海豪情 飾 容團長
- 刑警 飾 崔村長
- 囧探查過界 飾 村長
- 依家有喜 飾 九叔

2011年
- 女拳 飾 李興
- Only You 只有您 飾 撻
- 洪武三十二 飾 酒家老闆
- 七號差館 飾 阿昆
- 誰家灶頭無煙火 飾 Patrick／牛叔
- 點解阿Sir係阿Sir 飾 湛叔
- 怒火街頭 飾 陳伯
- 紫禁驚雷 飾 李師傅
- 潛行狙擊 飾 沈燦水
- 九江十二坊 飾 李華忠
- 萬凰之王 飾 欽天監
- 天與地 飾 包租公

2012年
- 4 In Love 飾 和尚主持
- 東西宮略 飾 老王叔
- 盛世仁傑 飾 李富商
- 耀舞長安 飾 酒館老闆
- 心戰 飾 華
- 護花危情 飾 洪爺
- 回到三國 飾 岑恭
- 造王者 飾 李所鐘
- 怒火街頭2 飾 何光亮
- 巴不得媽媽 飾 得道大師
- 天梯 飾 喜叔
- 肥婆奶奶扭計媳 飾 行家
- 名媛望族 飾 賓客
- 大太監 飾 文祥

2012至2014年
- 愛·回家 飾 陸大宇（第32集）／趙頂天（第63、138、228、512集）／張春（第285集）

2013年
- 談談情·練練武 飾 成哥
- 老表，你好嘢！ 飾 熾叔
- 心路GPS 飾 梁伯
- 金枝慾孽貳 飾 田世魁
- 千謊百計 飾 林伯
- 師父·明白了 飾 皮影戲師傅
- 情逆三世緣 飾 牛福成（金牙成）
- 巨輪 飾 山哥
- 法外風雲 飾 生
- 舌劍上的公堂 飾 牛大叔

2014年
- 食為奴 飾 禮部尚書
- 守業者 飾 阿龍
- 點金勝手 飾 梁鎮
- 寒山潛龍 飾 富叔
- 我們的天空 飾 永新父
- 載得有情人 飾 發
- 使徒行者 飾 安祥叔
- 大藥坊 飾 楊伯
- 再戰明天 飾 法師
- 老表，你好hea！ 飾 三舅公
- 名門暗戰 飾 矩哥

2015年
- 四個女仔三個BAR
- 倩女喜相逢 飾 街坊
- 以和為貴 飾 叔父
- 東坡家事 飾 黎田
- 拆局專家 飾 村民
- 實習天使 飾 病人
- 刀下留人 飾 腳伕

2016年
- 公公出宮 飾 七叔
- 警犬巴打 飾 潘伯
- 愛·回家之八時入席 飾 昌哥
- 火線下的江湖大佬 飾 蕭兄
- 純熟意外 飾 方丈
- 一屋老友記 飾 發叔
- 城寨英雄 飾 洪英幫大佬
- 巨輪II 飾 何伯
- 為食神探 飾 管家
- 巾帼枭雄之谍血长天 飾 堅叔

2017至2023年
- 愛·回家之開心速遞 飾 財叔（第44集）、辛申

2017年
- 財神駕到 飾 張果老
- 我瞞結婚了 飾 榮叔
- 與諜同謀 飾 陳球
- 全職沒女 飾 飛雲大師
- 超時空男臣 飾 KK
- 同盟 飾 炳叔
- 燦爛的外母 飾 森伯
- 降魔的 飾 江湖大佬
- 溏心風暴3 飾 金龍

2018年
- 平安谷之詭谷傳說 飾 伍伯發（四伯爺）
- 波士早晨 飾 金保羅
- 果欄中的江湖大嫂 飾 岑波
- 翻生武林 飾 小明
- 棟仁的時光 飾 陳伯
- 宮心計2深宮計 飾 無因大師
- 天命 飾 沈初
- 跳躍生命線 飾 柳伯

2019年
- 包青天再起風雲 飾 大師
- 街坊財爺 飾 叔父

2020年
- 丫鬟大聯盟 飾 上聰禪師
- 大醬園 飾 彭公
- 降魔的2.0 飾 老伯
- 堅離地愛堅離地 飾 誠

2021年
- 拳王 飾 裁判

2022年
- 金宵大廈2 飾 釗哥
- 廉政行動2022 飾 姚豐
- 雙生陌生人 飾 村民
- 痞子殿下 飾 德聚方丈
- 美麗戰場 飾 大排檔老闆
- 超能使者 飾 街坊
- 輕·功 飾 柳時鎮（老柳）

2023年
- 靈戲逼人 飾 才

2024年
- 逆天奇案2 飾 田叔

2025年
- 痞子無間道 飾 澎湃大師

#### 電視劇（邵氏兄弟）
2022年
- 飛虎之壯志英雄 飾 光伯

### 电影
- 亞洲秘密警察（1969年）
- 追命劍（1971年）
- 黑白道（1971年）
- 電單車（1974年）
- 吸毒者（1974年）
- 方世玉與洪熙官（1974年）
- 奪命刺客（1974年）
- 巴黎殺手（1974年）
- 大哥成（1975年）
- 神打（1975年）
- 後生（1975年）
- 七百萬元大劫案（1976年）
- 李小龍傳奇（1976年）
- 死囚（1976年）
- 功夫小子（1977年）
- 被迫（1977年）
- 面懵心精（1977年）
- 爪鐵布衫（1977年）
- 俏探女嬌娃（1977年）
- 發錢寒（1977年）
- 洪熙官（1977年）
- 殺絕（1978年）
- 蛇女慾潮（1978年）
- 少林三十六房（1978年）
- 鱷魚頭黑煞星（1978年）
- 快拳怪招（1978年）
- 大煞星與小妹頭（1978年）
- 贊先生與找錢華（1978年）
- 肥龍過江（1978年）
- 螳螂（1978年）
- 中華丈夫（1978年）
- 老虎田雞（1978年）
- 蕭十一郎（1978年）
- 梁山怪招（1978年）
- Hello! 夜歸人（1978年）
- 佛山贊先生（1978年）
- 豪俠（1979年）
- 風水奇譚（1979年）
- 林世榮（1979年）
- 奇門怪招爛頭蟀（1979年）
- 天才功夫（1979年）
- 雜家小子（1979年）
- 靈精怪小鬼頭（1979年）
- 茅山殭屍拳（1979年）
- 倫文敘智鬥柳先開（1979年）
- 各師各法（1979年）
- 一膽二力三功夫（1979年）
- 打出頭（1979年）
- 十二潭腿（1979年）
- 搏命單刀奪命搶（1979年）
- 怪招軟皮蛇（1979年）
- 大教頭與騷娘子（1979年）
- 醒目仔蠱惑招（1979年）
- 出錯綽頭發錯財（1980年）
- 甩牙老虎（1980年）
- 師弟出馬（1980年）
- 名劍（1980年）
- 滑稽時代（1980年）
- 佛掌羅漢拳（1980年）
- 醒目仔（1980年）
- 龍形摩橋（1980年）
- 死亡塔（1981年）
- 死亡魔塔（1981年）
- 敗家仔（1981年）
- 撞板神探電子龜（1981年）
- 老鼠街（1981年）
- 粉骷髏（1981年）
- 獵魔者（1982年）
- 六指琴魔（1983年）
- 三闖少林（1983年）
- 暗渠（1983年）
- 少林與武當（1983年）
- 少爺威威（1983年）
- 少林傳人（1983年）
- A計劃（1983年） 飾 海盜李初九
- 老鷹的劍（1983年）
- 洪拳大師（1984年）
- 鬼馬神偷（1984年）
- 南斗官三鬥北少爺（1984年）
- 鬼線人（1984年）
- 馬後砲（1984年）
- 愛奴新傳（1984年）
- 龍的心（1985年）
- 威龍猛探（1985年）
- 霹靂十傑（1985年）
- 夏日福星（1985年）
- 弟子也瘋狂（1985年）
- 刀馬旦（1986年）
- 烏龍大家庭（1986年）
- A計劃續集（1987年）飾 順親王手下
- 奇蹟（1989年）
- 特警90（1989年）
- 新半斤八兩（1990年） 飾 屎忽龍
- 龍的傳人（1991年）
- 中環英雄（1991年）
- 豪門夜宴（1991年）
- 走佬威龍（1993年）
- 廉政第一擊（1993年）飾 九叔
- 倫文敘老點柳先開（1994年）
- 新大小不良（1994年）
- 再世情未了（1995年）
- 衝破死亡遊戲（1998年）
- 魔影（2000年）
- 最後通牒（2001年）
- 功夫無敵（2007年）
- 雙子神偷（2007年）
- 大四喜（2008年）
- 功夫廚神（2009年）飾 圍村太公
- 龍鳳店（2010年）
- 全城戒備（2010年）
- 滅門（2010年）
- 勁抽福祿壽（2011年）
- 2012我愛HK喜上加囍（2012年）

### 參與節目
- Sunday好戲王（2016年）
- 築·動·愛（2017年）

### 廣告
- 鐵將軍防盜

## 外部連結
- 李海生在香港影庫上的簡介（页面存档备份，存于）